# Janneh Kunda
Janneh Kunda (Schreibvariante: Jann Kunda) ist eine Ortschaft im westafrikanischen Staat Gambia.
Nach einer Berechnung für das Jahr 2013 leben dort etwa 811 Einwohner, das Ergebnis der letzten veröffentlichten Volkszählung von 1993 betrug 722.

## Geographie
Janneh Kunda liegt in der Lower River Region im Distrikt Kiang West. Der Ort liegt rund 3,4 Kilometer nordöstlich von Karantaba.

## Kultur und Sehenswürdigkeiten
Bei Janneh Kunda ist der Lie Bolong als eine Kultstätte bekannt.